# Flint Waleson
Flint Waleson (12 februari 2004) is een Nederlands basketballer.

## Carrière
Waleson speelde net zoals zijn broer in de jeugd van BC Oostende. In 2023 maakte hij met drie andere jeugdspelers de overstap naar de Kortrijk Spurs. Hij maakte zijn debuut voor de Spurs in het seizoen 2023/24 in de BNXT League, hij kwam op dubbele licentie ook uit voor Basket Waregem.

## Privéleven
Zijn broer Jesse Waleson is ook een basketballer.